# 東京都立紅葉川高等学校
東京都立紅葉川高等学校（とうきょうとりつ もみじがわこうとうがっこう）は、東京都江戸川区臨海町二丁目に所在する都立高等学校。通称、紅高（もみこう）と呼ばれる。

## 概要
もともとは中央区日本橋兜町にあったが、1986年に現在地に移転した（中央区でも紅葉川高等学校中央校舎として1994年3月まで存続していた）。

## 沿革
- 1908年4月20日 - 東京市日本橋区坂本町の楓河岸近くに楓川専修女学校創立。日本橋に紅葉女子高等小学校校舎落成にともない、同校内に併設。
- 1911年3月16日 - 実業学校令により、東京市日本橋家政女学校と改称
- 1920年3月30日 - 東京市立日本橋高等家政女学校と改称。修業年限を4年に延長
- 1943年7月1日 - 都政実施により、東京都立日本橋高等家政女学校と改称
- 1946年4月1日 - 東京都立紅葉川高等女学校と改称
- 1947年4月1日 - 東京都立紅葉川高等学校と改称
- 1948年4月1日 - 定時制課程を併設
- 1986年
  - 1月19日 - 東京都立紅葉川高等学校墨田校舎が設置
  - 12月25日 - 東京都立紅葉川高等学校墨田校舎が東京都立紅葉川高等学校と改称し、江戸川区臨海町2丁目1番1号に移転（本校舎が中央区から江戸川区に移り、それまでの本校舎は中央校舎となるが、1994年に閉鎖解体、跡地は中央警察署となった。）
- 1994年4月1日 - 江戸川本校舎に統合
- 2005年3月1日 - 都立高校重点支援校となる。
- 2008年4月20日 - 開校80周年。
- 2010年4月7日 - 平成22年度生が増学級（7学級）となる。
- 2011年4月7日 - 平成23年度生が減学級（6学級）となる。
- 2013年4月9日 - 新1年生（平成25年度生）から土曜隔週授業開始。

平成25年度より学級数は19学級となる。（7、6、6学級）となる。

## 部活動
元々部活動がさかんな学校で、運動部も近年都大会の出場が増えている。
2010年度は野球部が全国高等学校野球選手権大会東東京大会で初めてベスト8へ進出した。（過去はベスト16が最高）

### 運動部
- 硬式野球部
- 陸上競技部
- 男女バレーボール部
- 男女バスケットボール部
- 卓球部
- バドミントン部
- 男女硬式テニス部
- サッカー部
- ダンス部
- 水泳部
- 剣道部
- 柔道部
- チアリーディング部

### 文化部
- 吹奏楽部
- 家庭部
- 漫画研究部
- 書道部
- メイプル（ボランティア）部
- 美術部
- 演劇部
- 茶道部
- 軽音楽部
- コンピュータ部
- 写真部

## 生徒会
1年ごと（9月）に改選。
- 生徒会執行部（会長1名、副会長2名、会計2名、書記2名）
- HR（ホームルーム）委員会
- 体育祭実行委員会
- 文化祭実行委員会
- 合唱祭実行委員会
- 放送委員会
- 広報委員会
- 風紀委員会
- 保健委員会
- 美化委員会
- 図書委員会

## 学校行事
- 入学式、新入生歓迎会、遠足（4月）
- 体育祭（5月）
- 文化祭（紅葉祭）（9月）
- ふれあいフェスティバル（11月）
- ロードレース（マラソン大会）（2月）
- 合唱祭（2月）
- 卒業式（3月）
- かつては、英国タビストックカレッジとの交換留学が行われていたが、2010年度より中止された。

## 地域との関わり
- 以前は地域の小・中学生を本校に呼んで、本校生徒とスポーツ・文化交流する「ふれあいフェスティバル」が毎年開催されていた。

## 交通
出典 : 
- 電車

| 最寄り駅                 | 徒歩所要時間 |
| ------------------------ | ------------ |
| 東京メトロ東西線西葛西駅 | 19分         |
| JR京葉線葛西臨海公園駅   | 19分         |

- バス

| 乗車停留所     | 系統     | 下車停留所           | 運行事業者 |
| -------------- | -------- | -------------------- | ---------- |
| 葛西臨海公園駅 | 西葛26   | 「紅葉川高校前」     | ■都営      |
| 西葛西駅       | 西葛27   | 「紅葉川高校前」     | ■都営      |
| 東新小岩四丁目 | 新小29-2 | 「紅葉川高校前」     | ■都営      |
| 船堀駅         | 西葛26   | 「臨海町二丁目団地」 | ■都営      |
| 東京臨海病院   | 新小29-2 | 「臨海町二丁目団地」 | ■都営      |

## 著名な出身者
- 椙山拳一郎（俳優、1952年卒業）
- 三遊亭圓龍（落語家、1957年卒業）
- 谷口朱里（女優、1960年卒業）
- 菅澤智史（ミュージシャン、2004年卒業）
- 音喜多由梨香（東京都江東区議会議員、2004年卒業）
- 法月康平（俳優、2009年卒業）